# Nine Treasures
Nine Treasures – chińsko-mongolska grupa muzyczna z Hailar w Mongolii Wewnętrznej, która jest częścią Chińskiej Republiki Ludowej. Powstała w 2010 roku, łączy tradycyjne melodie mongolskie i śpiew gardłowy z ciężkim punkrockowym brzmieniem. Większość tekstów tworzona jest i wykonywana po mongolsku, czasem po chińsku i angielsku.

## Skład zespołu
- Askhan – śpiew, śpiew gardłowy, gitara
- Aoger – śpiew, gitara basowa
- Tsog – morin chuur
- Ding Kai – perkusja

## Albumy
- Arvan Ald Guulin Hunshoor (2012)
- Nine Treasures (2013)
- Wisdom Eyes (2017)
- Awakening From Dukkha (2021)[1]

## Single
- Sonsii (2013)
- Galloping White Horse (2014)